# Janez Škof (1924)
Janez Škof, slovenski gledališki in filmski igralec, * 27. maj 1924, Ljubljana, † 22. marec 2009, Ljubljana.
Škof se je rodil v Ljubljani v družini železničarskega strojevodje. Osnovno šolo (1931-1936) in meščansko šolo (1936–1940) je obiskoval v Ljubljani, bil od 1945–1949 na železnici nadzornik elektrozvez, nato je na Jesenicah, kjer se je udejstvoval kot amaterski igralec 1949 obiskoval trimesečni gledalški tečaj in bil istega leta poskusno angažiran kot igralec.
Škof je najprej nastopal na amaterskih odrih na Jesenicah in Celju, nato je bil od 1951-1965 poklicni igralec SLG v Celju in od 1965-1984 član Mestnega gledališča ljubljanskega. V Celju je med drugim igral vlogo Napoleona (S. Zweig Siromakovo jagne), Komarja (Cankar, Hlapci) več vlog v Shakespearovih igrah ter naslovno vlogo v Novčanovem Hermanu Celjskem. V Ljubljani pa je med drugim oblikoval like Mraka (B. Kreft, Kranjski komedijanti) in druge.
Škof je veliko igral tudi v radijskih in televizijskih igrah (TV nadaljevanka Mali oglasi) ter v naslednjih filmih: Dobri stari pianino (1959), Veselica (1960), Nočni izlet (1961), Minuta za umor (1962), Nevidni bataljon (1967), Onkraj (1970), Begunec (1973), Peter in Petra (1996).